# Anna Meukow
Maria Anna Meukow, född 17 januari 1868 i Visby, död 14 augusti 1946 i Visby, var en svensk teckningslärare och konsthantverkare.
Hon var dotter till översten Gustaf Meukow och Cecilia Spolander och syster till Gustava Meukow. Efter studier vid Tekniska skolan och Högre konstindustriella skolan i Stockholm studerade hon för medaljgravören Adolf Lindberg och under ett stort antal studieresor i Europa. Därefter arbetade hon huvudsakligen med konsthantverk i form av läderplastik och gravyr. Hon medverkade i utställningar i Göteborg, Chicago, Stockholm och Visby. Tillsammans med sin syster utgav hon tidskriften Konstslöjden i hemmet 1904–1911 och drev en skola för konstslöjd i Stockholm 1889–1913. Hon var verksam som teckningslärare vid Tekniska skolan i Visby 1913–1927 och Visby högre flickskola.
Anna Meukow är begravd på Södra kyrkogården i Visby.